# 吉田浩太
吉田 浩太（よしだ こうた、1978年 - ）は、日本の映画監督。

## 略歴
東京都墨田区出身。ENBUゼミナールで篠原哲雄、豊島圭介に師事。ENBUゼミナール卒業後、製作会社シャイカーに所属。
2006年、監督作品『お姉ちゃん、弟といく』で、第2回CO2フィルム・エキシビジョン主演女優賞〈江口のりこ〉を受賞した後、ドイツニッポンコネクション、 香港インディパンダ映画祭など海外の映画祭にも多数招待上映され、2008年ゆうばり国際ファンタスティック映画祭オフシアター部門では審査員特別賞を受賞した。
2008年1月、若年性脳梗塞を発症。 その後、復帰作となる長編映画『ユリ子のアロマ』を完成。2010年5月にユーロスペースにて劇場公開を果たした。
2011年8月、「青春H2」シリーズの1作として、『ソーローなんてくだらない』が公開。レイトショーにもかかわらず、口コミが広がり、1週間で500人を動員。イギリス・レインダンス映画祭のベストインターナショナル部門のコンペ作品に選出された。
2018年、映画『愛の病』でローマアジアンフィルムフェスティバル映画祭にて最優秀主演男優賞（岡山天音）を受賞。
2021年、映画『Sexual Drive』が第50回ロッテルダム国際映画祭ビックスクリーンコンペティション部門に選出。2022年4月に新宿武蔵野館にて公開される。
2024年、映画『スノードロップ』がカイロ国際映画祭インターナショナルコンペティション部門選出。2025年10月10日より新宿武蔵野館にて劇場公開。
2025年、映画『終点のあの子』が上海国際映画祭出品。2026年劇場公開予定。

## 作品

### 映画
- 援助交際撲滅運動 地獄編（メイキング・編集）
- 落花生（監督・脚本）
- シベリア（脚本）
- 象のなみだ（監督・脚本）
- OUT THE POOL（脚本）
- お姉ちゃん、弟といく（2006年）（監督・脚本）
- 悪意（2006年）（脚本）
- ユリ子のアロマ（2010年）（監督・脚本）
- シチューとパーマ（2011年）（監督・脚本）
- 墨田区京島3丁目（2011年）（監督・脚本）
- 青春H ソーローなんてくだらない（2011年）（監督・脚本）
- 山宿（2012年）（監督・原案）
- オチキ（2012年）（監督・脚本）
- うそつきパラドクス（2013年）（監督・脚本）
- 女の穴（2014年）（監督・脚本）
- ちょっとかわいいアイアンメイデン（2014年）（監督・脚本）
- サニーサイド（2014年）（監督・脚本）
- スキマスキ（2015年）（監督・脚本）
- 好きでもないくせに（2016年）（監督・脚本）
- 愛の病（2018年）（監督）
- Sexual Drive（2021年）（監督・脚本）
- スノードロップ (2024年）（監督・脚本）
- 終点のあの子（2025年）（監督・脚本）

### テレビドラマ
- BSジャパン ドラマスペシャル 『黒い報告書シリーズ』内 第二話：「誘蛾灯の女」（監督　原案：重松清　主演：石黒賢　2012年6月9日放送）
- 天てれドラマ
  - 晴れときどき晴れ 全6話（監督）
  - 忍者スピリット 1話 - 4話（監督）
  - ゴルフBOY 1話 - 4話（監督）
  - ミラクルシャッター（脚本）
  - ミラクルボイス（脚本）
- 恋愛診断〜翼のカケラ〜 1話 - 3話（監督）
- 恋愛診断〜サヨナラのメロディ〜 4話 - 6話（監督・脚本）
- ドキュメント・スパイ戸田〜消えた女を追え！〜（編集）
- 怪奇大家族（メイキング・編集）
- ピアノ家族（監督）
- 徳山大五郎を誰が殺したか?（監督）
- 豆腐プロレス（監督）

### WEBドラマ
- ミルパパ〜しあわせの雑貨店〜（1話・2話脚本、3話・5話監督・脚本）
- 千鳥のニッポンハッピーチャンネル ドラマ『ロング・ロード』（監督）

### DVDシネマ
- 学校の都市伝説 トイレの花子さん（監督・脚本）
- 心霊写真-呪撮-（監督）

### DVDオリジナル
- 怪奇！アンビリーバブル 〜震撼！死を招く心霊写真〜（演出・構成）
- 怪奇！アンビリーバブル 〜恐怖！呪いの写真〜（演出・構成）